# Stradomia Dolna
Stradomia Dolna est une localité polonaise de la gmina de Dziadowa Kłoda, située dans le powiat d'Oleśnica en voïvodie de Basse-Silésie.

## Histoire

### Division administrative
De 1975 à 1998, la ville a administrativement fait partie de la voïvodie de Kalisz.

### Nom
Le nom du village a été enregistré sous les formes Stradano inferiori (ok. 1300), Nieder Stradom (1666-67), Nied[er] Stradam (1743), Stradam, Nieder- (1783), Stradam, Nieder-, Dolna Stradomia (1845), Stradam Nieder (1919), Nieder Stradam (1934), Nieder Stradam (1941), Stradomia Dolna (1947).
C'est un nom possessif qui dérive du nom de personne Stradom, dérivé du verbe stradać, perdre. Il a été formé par l'ajout du suffixe archaïque -ja. Afin de le distinguer de Stradomia Wierzchnia, le nom a reçu le segment différentiel Dolna. En allemand, il a pris la forme Nieder Stradam.

## Démographie
En 2011, la localité comptait 505 habitants.

## Monuments
Le registre des monuments des voïvodies comprend :
- le complexe palatial de Stradomia Nowa, datant du tournant du 18e/19e siècle :
  - le palais (pl)
  - le parc